# Orden de la Severidad

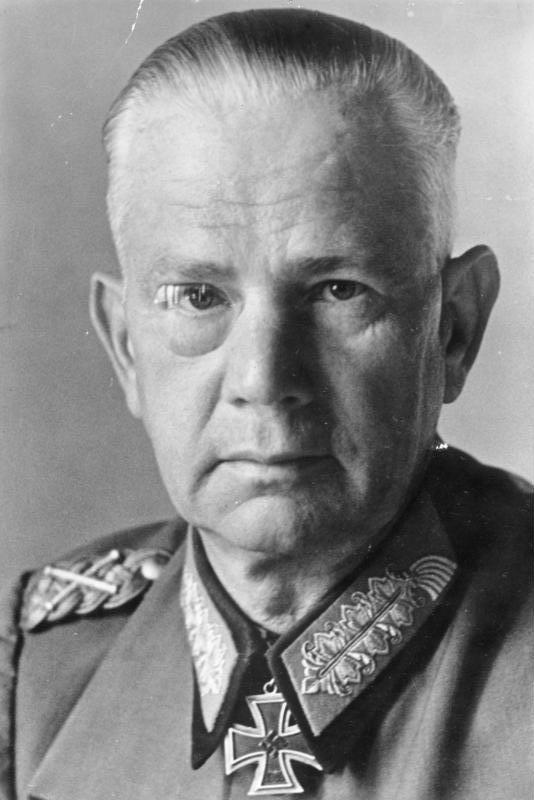
Generalfeldmarschall Walther von Reichenau, autor de la orden de la severidad en 1941

La Orden de la Severidad también conocida como Orden Reichenau (en alemán: Reichenau-Befehl) fue el nombre dado a una orden promulgada dentro del Sexto Ejército alemán en el Frente Oriental durante la Segunda Guerra Mundial por el Generalfeldmarschall Walther von Reichenau el 10 de octubre de 1941.
Su título oficial era «Sobre la conducta de las tropas en la zona oriental» (en alemán, Das Verhalten der Truppe im Ostraum). La orden establecía que los deberes de un soldado en el Este incluían más tareas militares que las meramente ordinarias. La tarea del soldado era erradicar la influencia asiática y judía en Europa, y se define no solo como un luchador por las ideas del nacionalsocialismo, sino también como un vengador «de las atrocidades» supuestamente cometidas contra el pueblo alemán.

## Texto de la orden
La orden decía en parte:

El objetivo principal de la campaña contra el sistema judío-bolchevique es la destrucción total de los medios de poder y la erradicación de la influencia asiática en la cultura europea.

Esto también crea tareas para las tropas que van más allá del tradicional servicio militar unilateral. El soldado en la región oriental no es solo un luchador según las reglas del arte de la guerra, sino también el portador de una idea popular inexorable y el vengador de todas las bestialidades que se infligieron a los alemanes y afines.
Por lo tanto, el soldado debe tener plena comprensión de la necesidad de una expiación dura pero justa para la subhumanidad judía. Tiene el propósito adicional de cortar de raíz cualquier levantamiento en la retaguardia de la Wehrmacht, que la experiencia ha demostrado que siempre fue instigado por judíos.
La lucha contra el enemigo detrás de las líneas del frente no se toma lo suficientemente en serio. Los partisanos insidiosos y crueles y las mujeres degeneradas siguen siendo hechos prisioneros de guerra, los francotiradores y vagabundos semiuniformados o vestidos de civil siguen siendo tratados como soldados decentes y llevados a campos de prisioneros. Sí, los oficiales rusos capturados dicen con desdén que los agentes soviéticos se mueven por las calles sin ser molestados y que a menudo comen en las cocinas de campaña alemanas. Tal comportamiento de las tropas solo puede explicarse por una total falta de consideración. Pero entonces es hora de que los superiores despierten el sentido de la lucha presente.
Alimentar a los residentes locales y a los prisioneros de guerra que no están al servicio de la Wehrmacht en las cocinas militares es una humanidad tan incomprendida como regalar cigarrillos y pan. Lo que a la patria le falta con gran renuncia, lo que la dirección saca adelante con mucha dificultad, el soldado no debe darlo al enemigo, ni siquiera si proviene del botín. Es una parte necesaria de nuestro cuidado.
Los soviéticos frecuentemente prendieron fuego a los edificios mientras se retiraban. Las tropas solo deben tener interés en extinguir los incendios en la medida en que se deba mantener el alojamiento necesario para las tropas. Por cierto, la desaparición de los símbolos del antiguo dominio bolchevique, también en forma de edificios, es parte de la lucha por la aniquilación. Ni las consideraciones históricas ni las artísticas juegan aquí un papel en la zona oriental. El comando da las instrucciones necesarias para la conservación de las materias primas y las instalaciones de producción que son importantes para la economía militar.

El desarme completo de la población en la retaguardia de las tropas combatientes es urgente en vista de las largas y delicadas rutas de suministro, donde sea posible, las armas y municiones capturadas deben ser rescatadas y custodiadas. Si la situación de combate no lo permite, las armas y municiones deben inutilizarse. Si se encuentra a partisanos individuales usando armas en la retaguardia del ejército, se deben tomar medidas draconianas. Estos también deberían extenderse a la población masculina que hubiera podido prevenir o denunciar ataques. La apatía de numerosos elementos supuestamente antisoviéticos, que resulta de una actitud de esperar y ver, debe dar paso a una decisión clara de cooperar activamente contra el bolchevismo. Si no, nadie puede quejarse de ser contado y tratado como miembro del sistema soviético. El horror de las contramedidas alemanas debe ser más fuerte que la amenaza de los remanentes bolcheviques errantes.

## Implicaciones de la orden
La orden allanó el camino para el asesinato masivo de judíos y otros ciudadanos soviéticos. En adelante, todos los judíos debían ser tratados como partisanos, y se ordenó a los comandantes que los judíos fueran fusilados sumariamente o entregados a los escuadrones de ejecución de los Einsatzgruppen de las SS-Totenkopfverbände según lo dictara la situación. Otras disposiciones prohibían alimentar a civiles y prisioneros de guerra, lo que se describe como un «acto humanitario igualmente incomprendido»; de hecho, la orden criticaba la toma de guerrilleros y mujeres como prisioneros de guerra. Finalmente, la población civil debía ser desarmada y los edificios que hubieran sido incendiados por los batallones de destrucción debían salvarse solo cuando fueran útiles para el ejército.

## Historia de la orden

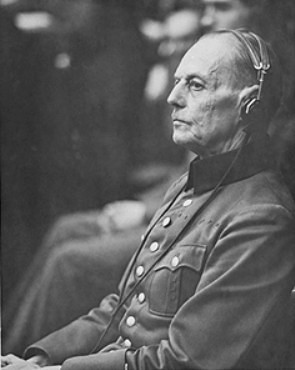
Mariscal de campo Gerd von Rundstedt en los juicios de Núremberg donde tuvo que declarar por su implicación en el Holocausto y en los crímenes cometidos por la Wehrmacht

Al enterarse de la Orden de Severidad, el mariscal de campo Gerd von Rundstedt, comandante del Grupo de Ejércitos Sur y, por lo tanto, superior inmediato de Reichenau, expresó su «total acuerdo» con ella y envió una circular a todos los generales del ejército bajo su mando instándoles a emitir órdenes similares, que inculcaría en las tropas la necesidad de exterminar a los judíos. Según Wilhelm Adam, cuando Reichenau murió y el general Friedrich Paulus asumió el mando del Sexto Ejército, tanto la Orden de Severidad como la Orden de los Comisarios de Hitler fueron rescindidas en su sector de mando.
Aunque no está claro qué hizo el general Hermann Hoth, comandante del 17.º Ejército, con esta orden. El general Erich von Manstein comandante del 11.º Ejército, emitió el 20 de noviembre de 1941, su propia orden, basada parcialmente en la Orden de la Severidad de Reichenau, que decía en parte:

El sistema bolchevique debe ser eliminado de una vez por todas y nunca más se debe permitir que invada nuestro espacio vital europeo; [...] Es la misma clase judía de seres que han hecho tanto daño a nuestra propia Patria en virtud de sus actividades contra la nación y la civilización, y que promueven tendencias antialemanas en todo el mundo, y que serán los precursores de la venganza. Su exterminio es un dictado de nuestra propia supervivencia.

Durante los juicios de Núremberg, Rundstedt negó tener conocimiento de esa orden antes de su captura por los aliados, aunque reconoció que las órdenes de Reichenau «pueden haber llegado a mi grupo de ejércitos y probablemente entrar en la oficina».